# Campeonato Sudamericano Femenino de Fútbol de Salón
El Campeonato Suramericano Femenino de Futsal fue un torneo internacional de Fútbol de salón en el que compiten selecciones femeninas absolutas representando a las federaciones de Sudamérica suscritas a la AMF; La primera edición del certamen se realizó en 2015 en Colombia desde entonces ha tenido continuidad y ha servido como fase de clasificación regional al Campeonato Mundial Femenino de futsal de la AMF, las selecciones con más títulos son Colombia y Venezuela que han ganados las primeras ediciones; cabe mencionar además que en 2012 se realizó una edición denominada premundial en la que Brasil logró el título.

## Historial
| Año          | Sede  | Campeón   | Final Resultado | Subcampeón | Tercer lugar | Resultado      | Cuarto lugar |
| ------------ | ----- | --------- | --------------- | ---------- | ------------ | -------------- | ------------ |
| 2015 Detalle | Cali  | Venezuela | 2:0             | Colombia   | Paraguay     | 1:1 (2:1) (p.) | Argentina    |
| 2017 Detalle | Tunja | Colombia  | 6:0             | Venezuela  | Brasil       | 5:1            | Paraguay     |

### Títulos por país
En cursiva, se indica el torneo en que el equipo fue local.
| Equipo    | Campeón  | Subcampeón | Tercer lugar | Cuarto lugar |
| --------- | -------- | ---------- | ------------ | ------------ |
| Venezuela | 1 (2015) | 1 (2017)   |              |              |
| Colombia  | 1 (2017) | 1 (2015)   |              |              |
| Paraguay  |          |            | 1 (2015)     | 1 (2017)     |
| Brasil    |          |            | 1 (2017)     |              |
| Argentina |          |            |              | 1 (2015)     |